# ローランド・MC-505
MC-505は、かつてローランドが製造、販売したシンセサイザー。
先代モデルであるMC-303のヒットを受け、同モデルを機能アップさせて1998年に登場した。MC-303の後継ということで、Grooveboxのキャッチコピーが引き続き使われた。
MC-303と同様のコンセプトの商品であるが、ミキシング用のフェーダーが中央に配置されているのが大きな特徴である。その他ツマミ類が増えたため、MC-303よりも縦長となり、正方形に近い形になっている。フロントパネルには「Dビーム・コントローラー」が搭載されていた。これは手の動きと距離を感知し、それに応じて音色やピッチ、テンポを変化させるものである。MC-505を用いて演奏する際にリアルタイムで操作する上で、ユニークな演奏を実現することができた。
外部記憶メディアとして、スマートメディアに対応していたのも大きな特徴である。
発展版のMC-909が発売されたことを機に販売終了した。